# Chansonnier Cordiforme
El Chansonnier Cordiforme (1470) o Chansonnier de Jean de Montchenu és un manuscrit cordiforme (en forma de cor) de la Col·lecció Henri de Rothschild MS 2973, conservat a la Bibliothèque Nationale, a París, França.
El manuscrit va ser encarregat a Savoia entre el 1460 i el 1477 pel canonge Jean de Montchenu, que després esdevingué bisbe d'Agen (1477) i bisbe de Vivier (1478-1497). Una edició va ser preparada per Geneviève Thibault de Chambure el 1952, i el manuscrit complet va ser enregistrat acústicament per Anthony Rooley i la consort de Musicke
El chansonnier inclou 43 cançons de Dufay, Binchois, Ockeghem, Busnoys i d'altres, incloent-hi diverses d'úniques.